# Швангирадзе, Давид Зазович
Давид Зазович Швангирадзе (род. 26 марта 2004, Пенза) — российский хоккеист, защитник.

## Биография
Начинал заниматься хоккеем в пензенском «Дизеле». С 2015 года — в подольском «Витязе». С сезона 2021/22 стал играть в команде МХЛ «Русские витязи». С сезона 2023/24 — игрок команды ВХЛ «Рязань-ВДВ». В октябре 2023 года провёл два матча в составе «Витязя» в КХЛ.